# Peuples autochtones d'Océanie

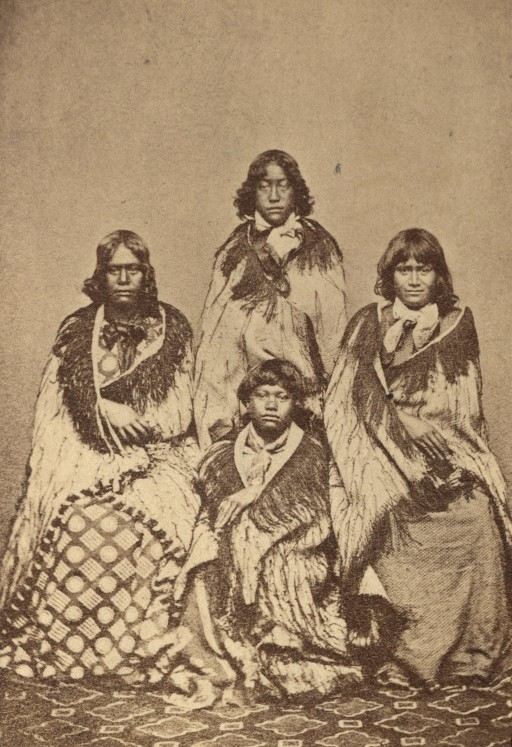
Quatre femmes maoris photographiées entre 1860 et 1879 (Musée de l'Homme).

Les peuples autochtones d'Océanie sont les Aborigènes d'Australie, les Papous et les Austronésiens (Mélanésiens, Micronésiens et Polynésiens). Ces peuples autochtones ont une continuité historique avec les sociétés précoloniales qui se sont développées sur leurs territoires. À l'exception notable de l'Australie, de la Nouvelle-Zélande, d'Hawaï, de la Nouvelle-Calédonie, de Guam et des îles Mariannes du Nord, les peuples autochtones constituent la majorité des populations d'Océanie.
Cela diffère du terme « Océaniens » (ou « Insulaires du Pacifique »), qui exclut généralement les Autochtones d'Australie et peut être compris comme incluant à la fois les populations autochtones et non autochtones des îles du Pacifique.

## Histoire
L'Australie et la plupart des îles de l’océan Pacifique ont été colonisées au cours de vagues de migrations en provenance d’Asie du Sud-Est s’étalant sur plusieurs siècles. L’expansion coloniale européenne et japonaise a placé la majeure partie de la région sous administration étrangère, dans certains cas sous forme de colonies de peuplement qui ont déplacé ou marginalisé les populations d’origine. Au cours du XXe siècle, plusieurs de ces anciennes colonies ont obtenu leur indépendance et des États-nations ont été formés sous contrôle local. Cependant, divers peuples ont revendiqué une reconnaissance autochtone là où leurs îles sont encore sous administration externe ; les exemples incluent les Chamorros de Guam et des îles Mariannes du Nord, les Marshallais des Îles Marshall et les autochtones hawaïens d'Hawaï.

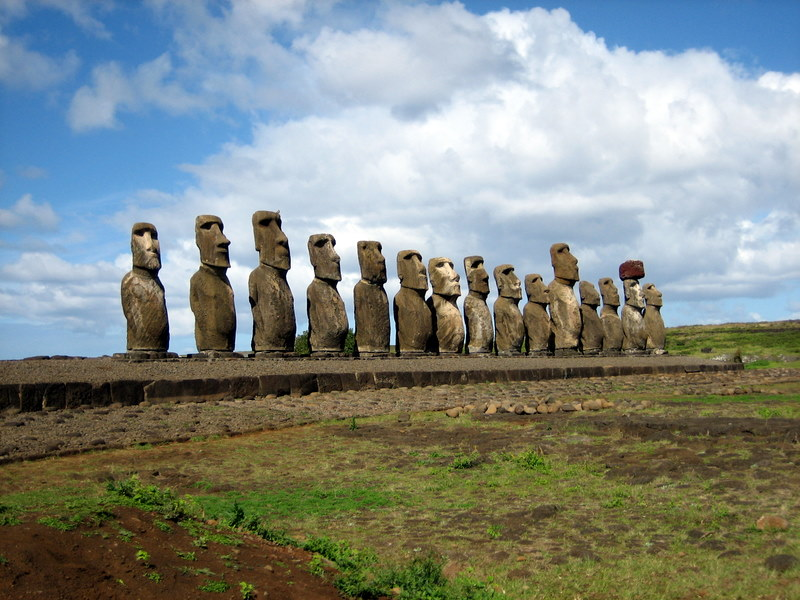
Moaï à Ahu Tongariki, Rapa Nui.

À l'époque précolombienne, les humains n'ont jamais atteint la poignée d'îles océaniques du Pacifique oriental au-delà de l'île de Pâques,,, qui elle-même a été colonisée par le peuple polynésien Rapa Nui. Les îles du Pacifique oriental telles que les îles îles Galápagos et Juan Fernández, bien qu'habitables, n'avaient pas de population d'Amérindiens ou d'Océaniens autochtones, ce qui les a aidées à former leurs propres écosystèmes uniques. L'auteur Don Macnaughtan a écrit en 2014 : « Les derniers endroits à avoir été atteints se trouvaient dans le sud-ouest du Pacifique et dans l'extrême est du Pacifique. Les colons ont atteint l'île de Pâques, à 2 300 miles de la côte sud-américaine, vers l'an 700 de notre ère. Dans le sud-ouest du Pacifique, les canoës voyageurs ont atteint la Nouvelle-Zélande vers 1250, et l'archipel isolé, frais et venteux des îles Chatham vers 1500 (la Nouvelle-Zélande a été en fait la dernière grande masse terrestre de la planète colonisée par l'homme - l'Islande a été colonisée vers 800, et Madagascar quelques centaines d'années plus tôt). Après la Nouvelle-Zélande, le Pacifique était plein, et les voyages au long cours ont commencé à décliner assez rapidement. Quelques îles habitables du Pacifique n'ont jamais été découvertes avant que les Européens ne pénètrent dans l'océan ; elles font partie des derniers endroits de la planète découverts par l'homme, parmi lesquels les îles Galápagos, l'île Cocos, l'archipel de Revillagigedo et les îles Juan Fernández au large des côtes de l'Amérique du Sud, l'île Lord Howe dans la mer de Tasman entre l'Australie et la Nouvelle-Zélande ; et l'île Midway, au nord-ouest d'Hawaï. Ils font partie des rares endroits sur la planète qui n'ont jamais eu  population « autochtone ». L'île Lord Howe a été intégrée politiquement à l'État australien de Nouvelle-Galles du Sud, bien qu'elle en soit éloignée de près de 800 km, et Midway est aujourd'hui un territoire non incorporé des États-Unis.
Toutes les îles océaniques du Pacifique oriental (à l'exception de Clipperton) ont finalement été annexées par l'Amérique centrale et l'Amérique du Sud, après avoir été non revendiquées pendant quelques centaines d'années après leurs premières découvertes. Ils sont désormais politiquement associés à ces régions, en plus d'être parfois associés à l'Océanie. Le faible nombre d'habitants actuels sont principalement des Métis hispanophones. Un pourcentage des habitants de l'île de Pâques se sont mélangés aux colons métis de leurs administrateurs politiques actuels, le Chili, et l'île est progressivement devenue une île bilingue, où l'on parle à la fois l'espagnol et leur langue maternelle,,. Malgré cela, les habitants se considèrent toujours comme des Polynésiens, et par extension des Océaniens autochtones, et non des Sud-Américains,. Linguistics in Oceania (1971) et Island Realm: A Pacific Panorama (1974) ont tous deux des définitions larges de l'Océanie et définissent les colons du Pacifique oriental et les insulaires de Pâques postcoloniaux comme constituant un segment hispanophone de l'Océanie,.

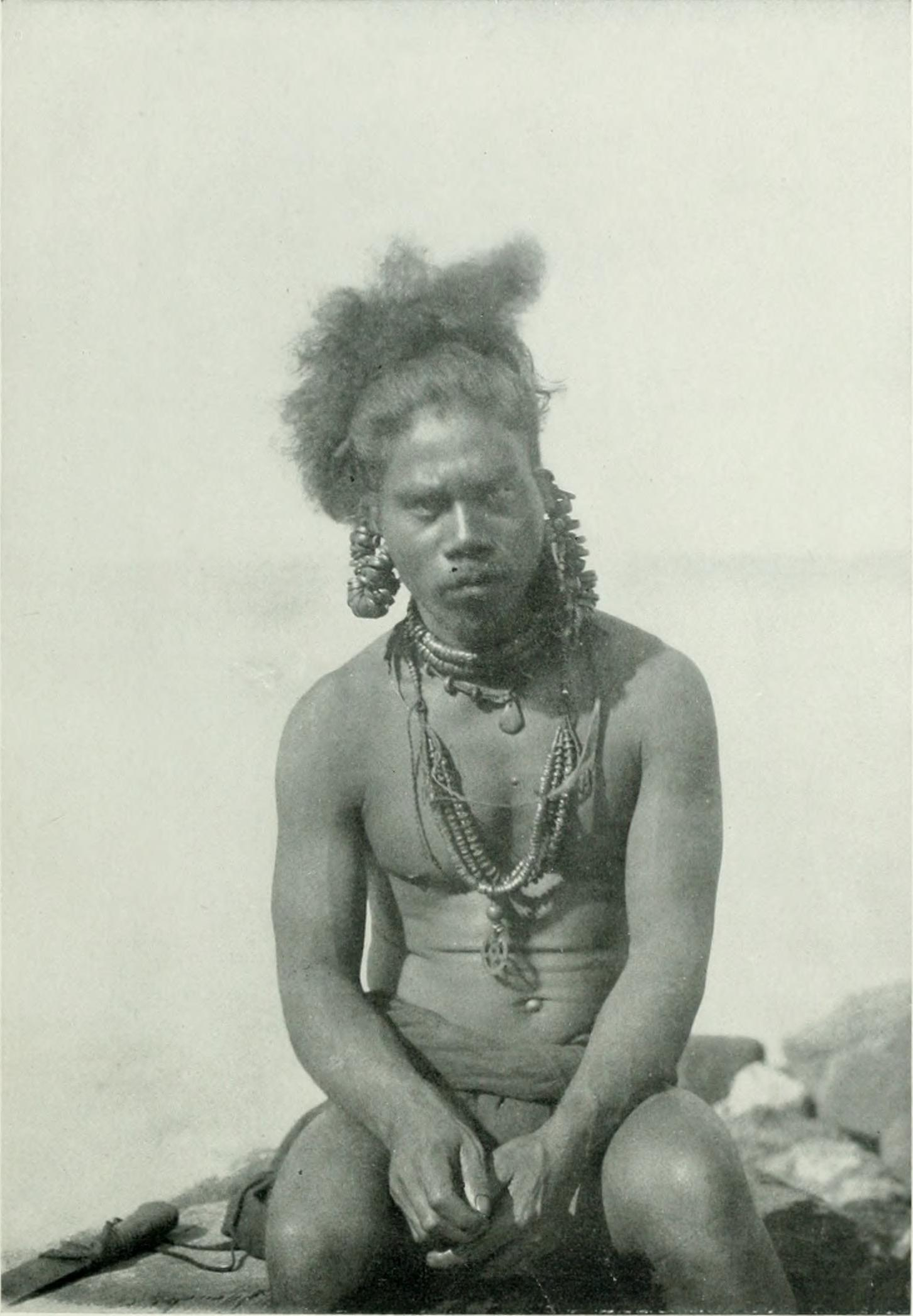
Guerrier des îles Carolines (avant 1909).

On pense généralement que l'archipel Ogasawara, situées à environ 1 000 à 2 000 km de Tokyo, étaient inhabitées à l'époque précolombienne, même s'il peut y avoir eu une présence micronésienne sur les îles il y a environ 2 000 km. Les îles sont encore parfois associées à l'Océanie, bien qu'elles soient désormais politiquement intégrées au Japon. Aujourd'hui, elles sont peu peuplées de citoyens japonais, dont une partie est d'ascendance européenne et américaine. La proportion d'Européens n'est pas constituée d'immigrants récents, mais plutôt de descendants des premiers colons, car les îles n'ont pas toujours été dans la sphère de l'influence coloniale japonaise. Les insulaires parlent principalement japonais et, comme ceux du Pacifique oriental, ils pourraient être interprétés comme l'un des plus petits groupes linguistiques d'Océanie.
Les îles plus éloignées et plus inhabitables adjacentes à la Micronésie peuvent avoir eu des contacts éphémères avec des Océaniens autochtones, les îles Howland et Wake en étant des exemples. L'île Norfolk (adjacente à la Mélanésie ) et les îles Pitcairn (adjacentes à la Polynésie) étaient inhabitées lorsqu'elles ont été découvertes par les Européens, mais il existe des preuves substantielles d'un peuplement océanien autochtone préhistorique. Pitcairn compte actuellement une cinquantaine d'habitants, entièrement métis anglo-polynésiens. Ils descendent d'un premier groupe de colons anglo et polynésiens au XVIIIe siècle. Pitcairn fut ensuite annexée par le Royaume-Uni, tandis que l'île Norfolk devint un territoire extérieur de l'Australie, distant de plus de 1 500 km. La population actuelle de Norfolk est principalement composée d'Australiens d'origine européenne (en), certains sont également métis européen et polynésien ; ces individus descendent des insulaires de Pitcairn qui ont été transférés à Norfolk en 1852 en raison de la surpopulation. Les îles adjacentes à la Micronésie sont devenues des territoires non constitués en société des États-Unis et elles n'ont toutes aucun résident permanent. Le gouvernement des États-Unis restreint l'accès aux étrangers sur certaines îles.

### Décolonisation
L’Océanie est généralement considérée comme la région la moins décolonisée du monde. Dans son livre de 1993, France and the South Pacific since 1940, Robert Aldrich commentait :
 

« Avec la fin du Territoire sous tutelle des îles du Pacifique, les îles Mariannes du Nord sont devenues un « commonwealth » des États-Unis, et les nouvelles républiques des îles Marshall et des États fédérés de Micronésie ont signé des accords de libre-association avec Washington. Le haut-commissaire britannique en Nouvelle-Zélande continue d'administrer Pitcarin, et les autres anciennes colonies britanniques restent membres du Commonwealth des Nations, reconnaissant la reine britannique comme leur chef d'État titulaire et conférant certains pouvoirs résiduels au gouvernement britannique ou au représentant de la reine dans les îles. L'Australie n'a pas cédé le contrôle des îles du détroit de Torrès, habitées par une population mélanésienne, ni celui des îles Lord Howe et Norfolk, dont les habitants sont d'origine européenne. La Nouvelle-Zélande conserve un pouvoir indirect sur Niue et Tokelau et entretient des relations étroites avec une autre ancienne possession, les îles Cook, dans le cadre d'un accord de libre-association. Le Chili règne sur l'île de Pâques (Rapa Nui) et l'Équateur sur les îles Galápagos. Les Aborigènes d'Australie, les Māori de Nouvelle-Zélande et les Polynésiens de Hawaï, malgré des mouvements réclamant une plus grande reconnaissance culturelle, des considérations économiques et politiques plus importantes, voire une souveraineté pure et simple, sont restés des minorités dans des pays où des vagues massives de migration ont complètement changé la société. En bref, l'Océanie est restée l'une des régions du monde les moins complètement décolonisées. »

## Données démographiques

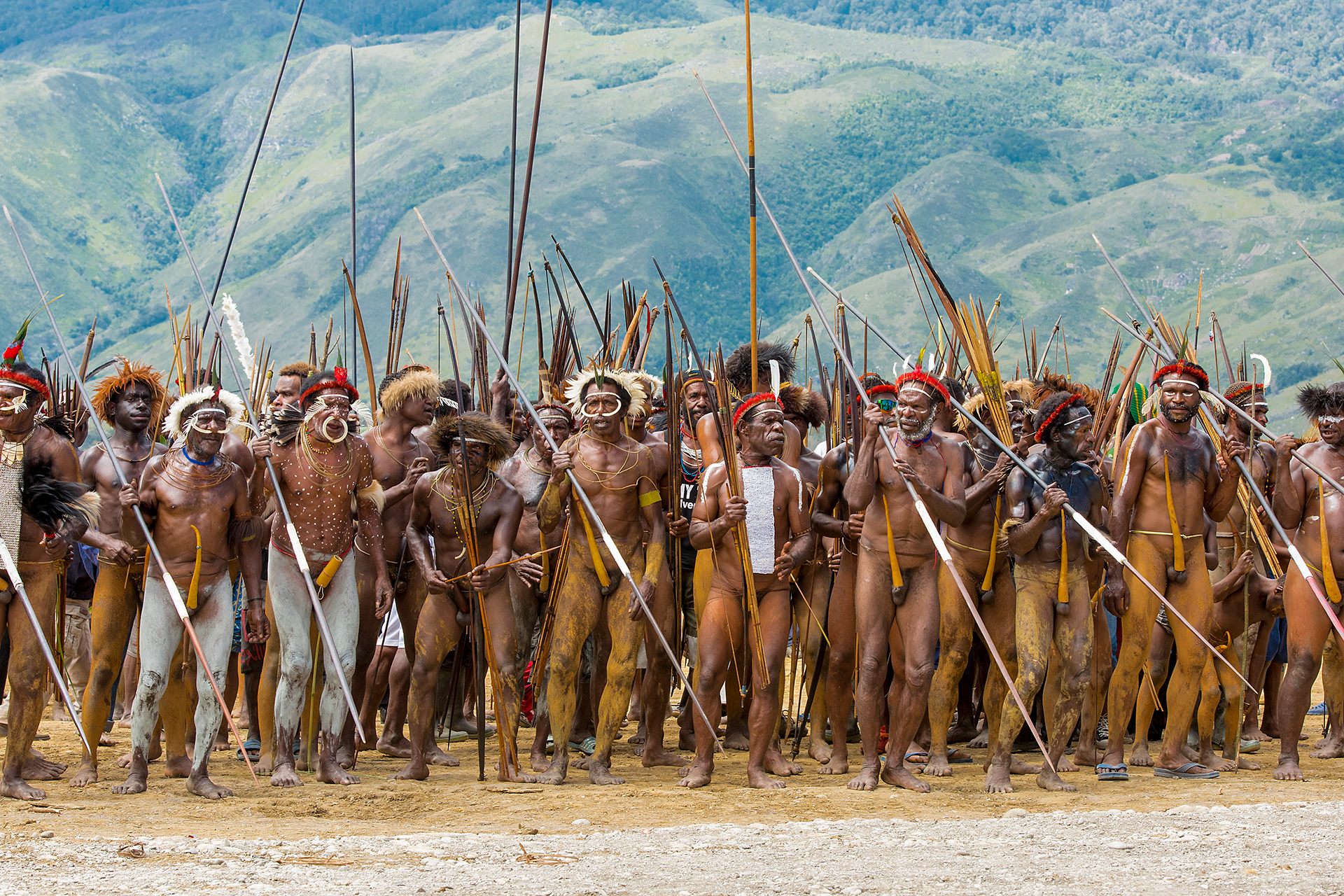
Peuple Dani des hauts plateaux centraux de Nouvelle-Guinée.

En Nouvelle-Zélande, selon le recensement de 2018, 16 % de la population s'identifie comme étant d'origine maorie. Beaucoup de ces mêmes personnes se sont également identifiées comme descendant d’autres groupes ethniques, comme les Européens.
Les peuples autochtones d'Australie sont les Autochtones d'Australie, qui représentent 2,5 % de la population totale selon les chiffres du recensement de 2011. Le terme « Autochtones d'Australie » fait référence à la fois aux peuples aborigènes de l'Australie continentale et aux peuples autochtones du détroit de Torres. Sur la population totale « aborigène australienne », 90 % se sont identifiés comme étant uniquement aborigènes, 6 % comme étant des insulaires du détroit de Torres et les 4 % restants se sont identifiés comme étant à la fois d'origine aborigène et insulaire du détroit de Torres.
La Papouasie-Nouvelle-Guinée compte une population majoritaire de sociétés autochtones, avec plus de 700 groupes tribaux différents reconnus sur une population totale d'un peu plus de 5 millions d'habitants. La Constitution de la Papouasie-Nouvelle-Guinée et d'autres lois identifient les pratiques et le régime foncier traditionnels ou coutumiers et visent explicitement à promouvoir la viabilité de ces sociétés traditionnelles au sein de l'État moderne. Cependant, plusieurs conflits et différends concernant l'utilisation des terres et les droits sur les ressources perdurent entre les groupes autochtones, le gouvernement et les entreprises.

### Migrations entre pays et territoires en Océanie

Dispersion chronologique des peuples austronésiens à travers l'Indo-Pacifique.

Hawaï compte une importante population micronésienne (y compris des Chamorros guamois), de nombreux Micronésiens ayant été victimes de discrimination de la part des Hawaïens polynésiens indigènes. Les migrants originaires de régions telles que les États fédérés de Micronésie ont également été victimes de discrimination à Guam même, bien qu'ils soient tous deux ethnoculturels micronésiens.
La Nouvelle-Zélande possède la plus grande population de Polynésiens au monde ; il se compose non seulement de leur population maorie d'origine, mais également d'immigrants d'autres îles polynésiennes, notamment des Îles Cook, des Samoa et des Tonga,. L'Australie possède la troisième plus grande population polynésienne, en plus d'avoir la plus grande population fidjienne en dehors des Fidji. La population polynésienne d'Australie est composée de Maoris, ainsi que d'immigrants originaires des mêmes pays que ceux qui ont émigré en Nouvelle-Zélande. En 2022, il y a eu une controverse sur les propositions visant à construire une maison de réunion traditionnelle maorie (connue sous le nom de Marae) à Sydney. Cela a été considéré comme irrespectueux envers les propriétaires fonciers aborigènes australiens, car les Maoris ne sont pas indigènes d'Australie.

## Liste des territoires habités par des peuples autochtones d'Océanie

### Autochtones d'Australie

Recensement des personnes parlant une langue aborigène en Australie en 2011.

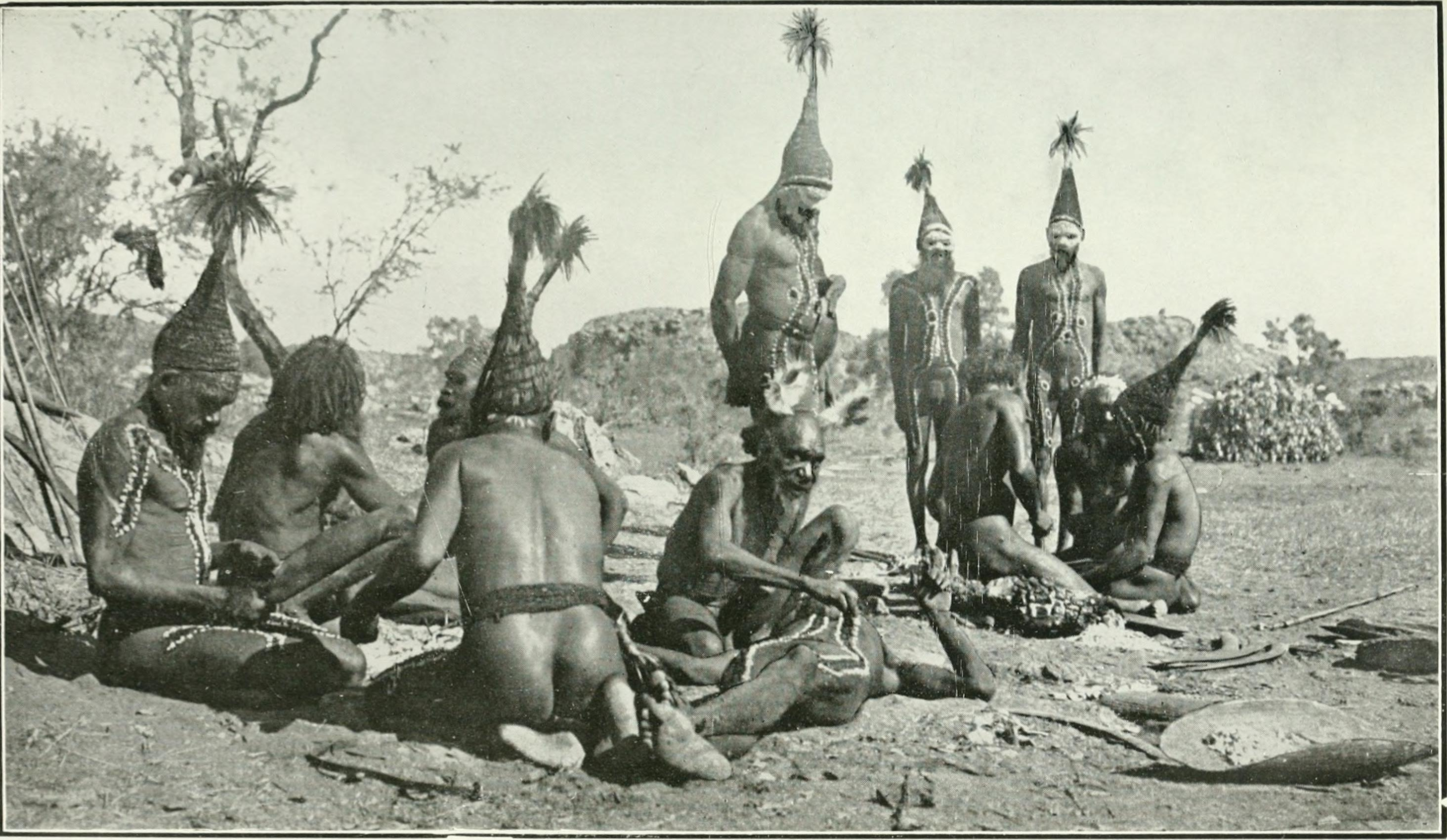
Aborigènes Arrernte, en 1914.

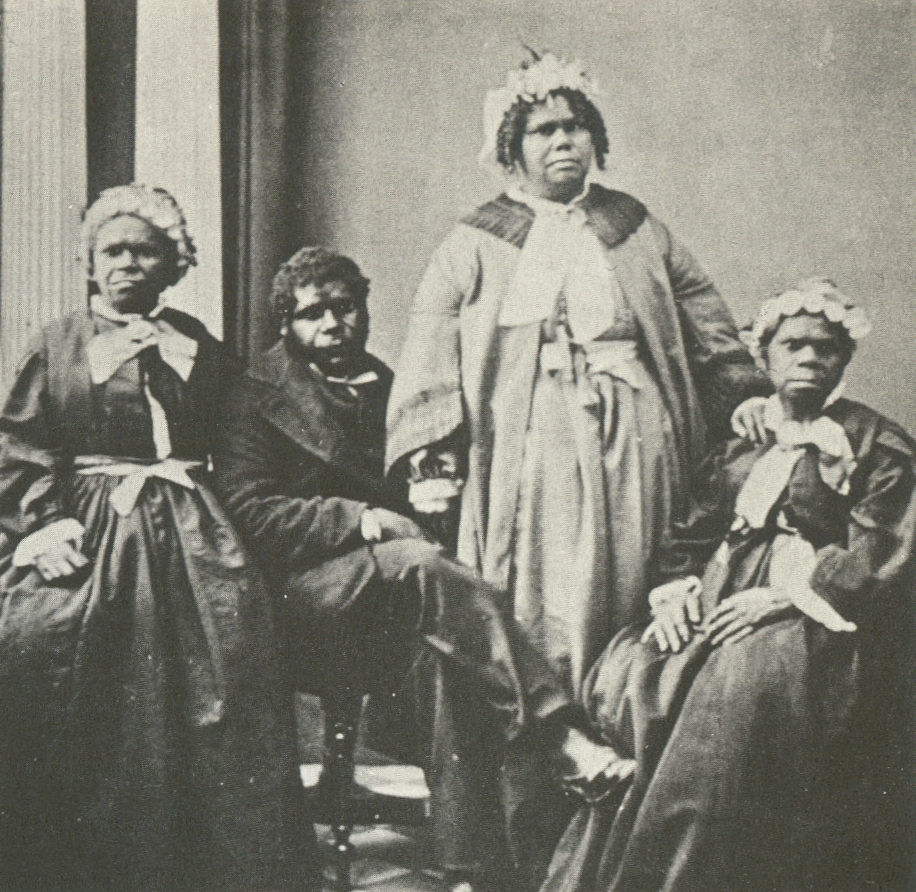
Une photo des quatre derniers Aborigènes de Tasmanie prise dans les années 1860. Truganini est assise sur la droite.

- Australie[b]
  - Australie-Méridionale
    - Île Kangourou[c]
    - Great Palm Island (en)
    - Wardang Island (en) (Golfe Spencer)

  - Australie-Occidentale
    - Île de Barrow[c]
    - Archipel des Boucaniers
    - Îles Montebello[c]
    - Rottnest Island
    - Sir Graham Moore Island (en)

  - Nouvelle-Galles du Sud
    - Réserve naturelle des cinq îles (en)

  - Queensland
    - Île de Bentinck
    - Île Fraser (Mer de Corail)
    - Îles Whitsunday (Mer de Corail)
    - Île Lizard (en) (Grande Barrière de corail)
    - Palm Island (en)
    - Îles Wellesley (Golfe de Carpentarie, Queensland)
      - Île Mornington

  - Tasmanie
    - Île Maria

  - Territoire du Nord
    - Îles Tiwi

  - Victoria
    - French Island
    - île Lady Julia Percy (en) (Détroit de Bass)
    - Phillip Island

### Mélanésiens
- Fidji
- Indonésie
  - Papouasie centrale
  - Papouasie des hautes terres
  - Papouasie
  - Papouasie méridionale
  - Papouasie du Sud-Ouest
  - Papouasie occidentale
- Nouvelle-Calédonie
- Papouasie-Nouvelle-Guinée
- Îles Salomon

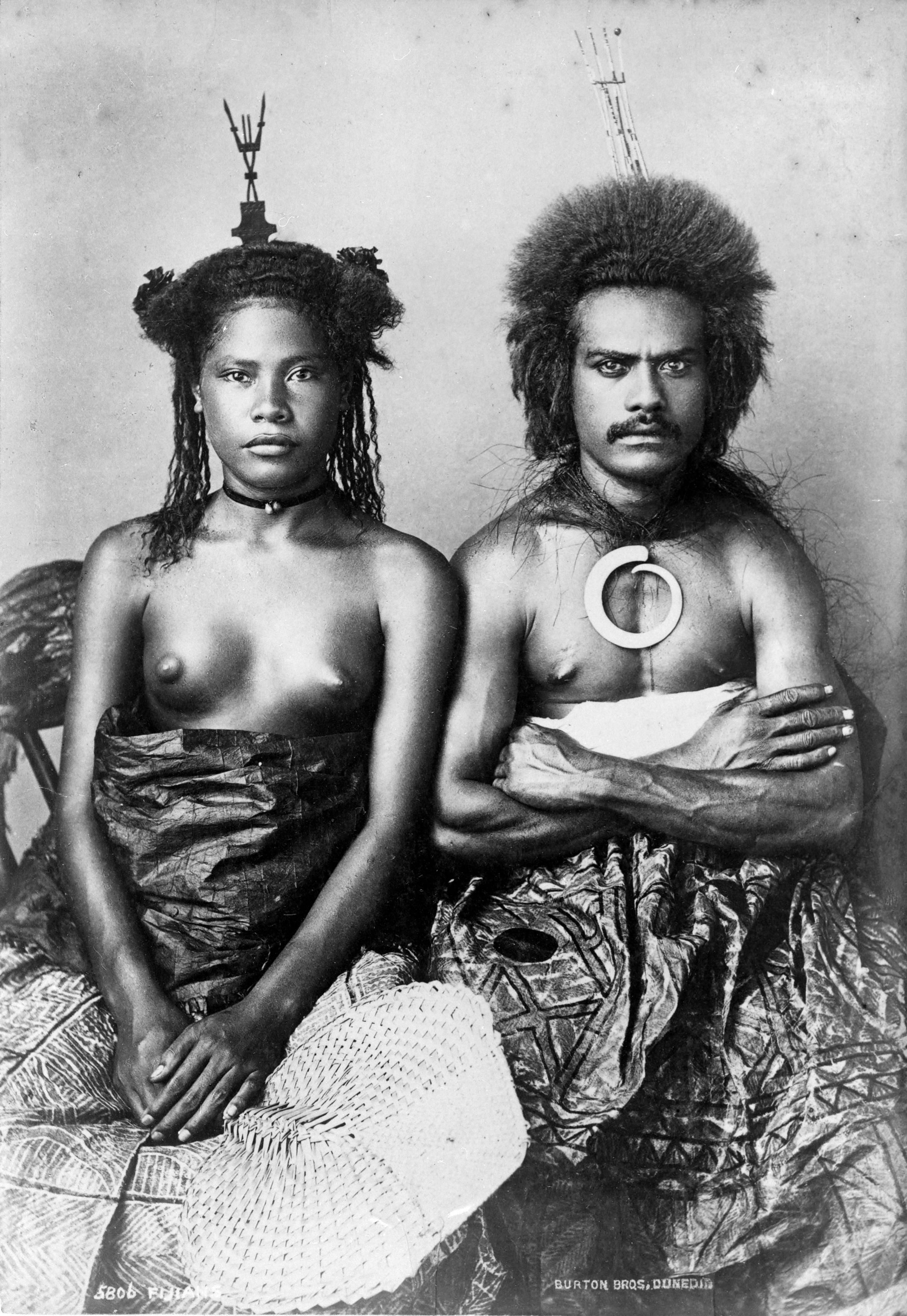
Couple de Fidjiens en 1884.

- Îles du détroit de Torrès[d]
- Vanuatu

### Micronésiens

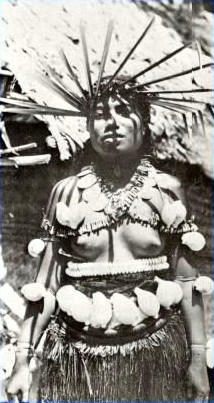
Autochtone de l'atoll Beru (Kiribati), en 1930.

- Guam
- États fédérés de Micronésie
- Îles Marshall
- Nauru
- Îles Mariannes du Nord
- Kiribati
- Palaos

### Polynésiens

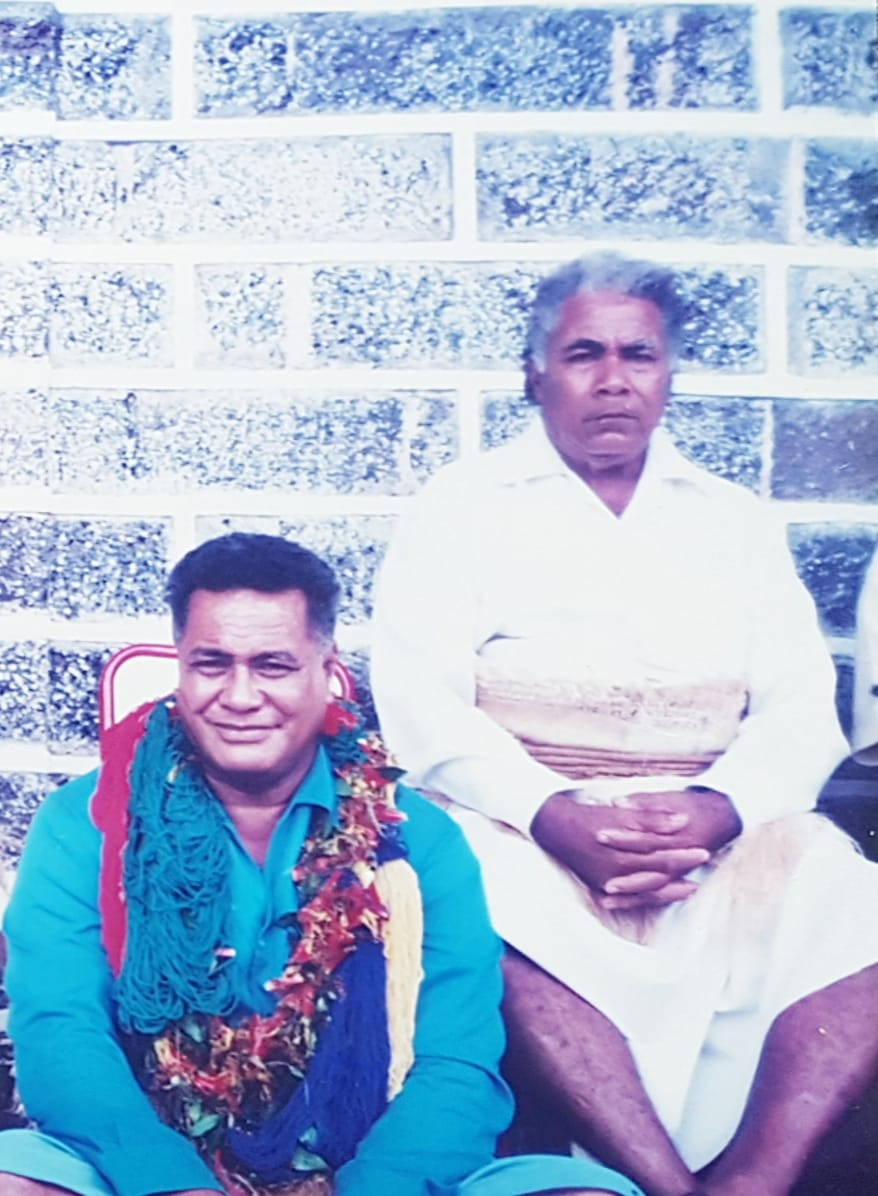
Les ministres coutumiers wallsiens Nikola Vaitano'a (portant le titre de Molofaha) et Setefano Vakalepu (portant le titre de Mahe Fotuaika) à Sagato Soane, Mata Utu, à Wallis en 1996.

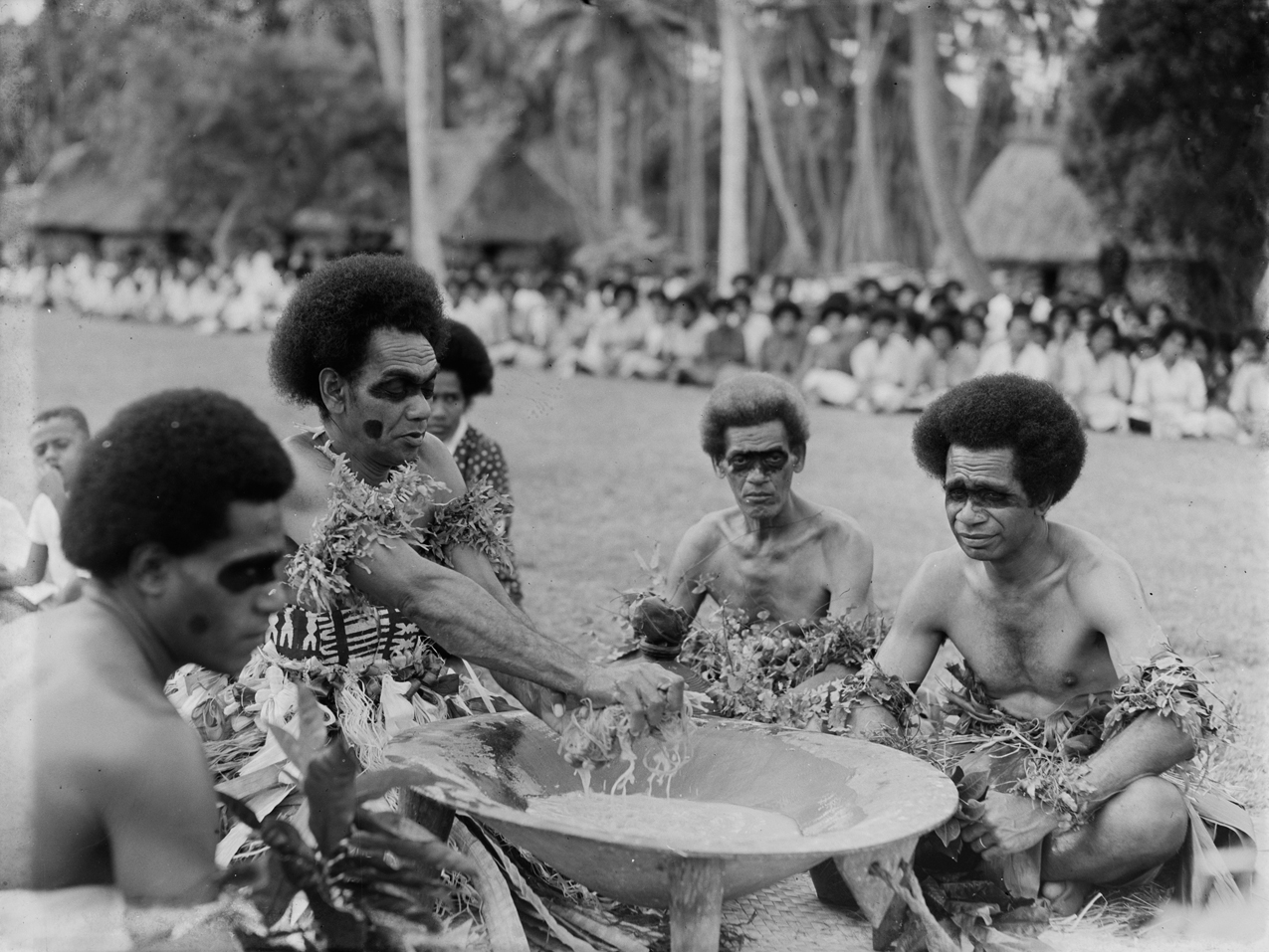
Groupe d'hommes assis autour d'un bol de kava, dans les Île Rennell, dans les années 1940.

- Australie
  - Île Norfolk[e]
- Chili
  - Île de Pâques
  - Île Salas y Gómez[f]
- Îles Cook
- États fédérés de Micronésie
  - Kapingamarangi
  - Nukuoro
- États-Unis
  - Hawaï
  - Samoa américaines
- Fidji
  - Rotuma
- France
  - Polynésie française
  - Tahiti
  - Wallis-et-Futuna
- Niue
- Nouvelle-Zélande[g]
  - Îles Auckland[h]
  - Îles Chatham
  - Îles Kermadec[i]
  - Îles Snares[j]
  - Tokelau
  - Îles des Trois Rois
- Papouasie-Nouvelle-Guinée
  - Nuguria
  - Nukumanu
  - Takuu
- Royaume-Uni
  - Îles Pitcairn[h]
- Îles Salomon
  - Anuta
  - Bellona
  - Ontong Java
  - Pileni
  - Île Rennell
  - Sikaiana
  - Tikopia
- Samoa
- Tonga
- Tuvalu
- Vanuatu
  - Emae
  - Mele

### Autres (inhabité ou inutilisé avant la découverte par les Européens)
- Australie
  - Îles Ashmore-et-Cartier
  - Île Browse (en)
  - Île Christmas[k]
  - Îles Cocos[k]
  - Îles de la mer de Corail
  - Île Heron
  - Île Lord Howe
  - Île Macquarie[l]
  - Îlot Pelorus (en)
  - Sir Joseph Banks Group (en)
    - Île Boucaut (en)
    - Dangerous Reef (en)
    - Île English (en)
    - Île Langton (en)
    - Île Sibsey (en)
    - Île Spilsby (en)
    - Île Stickney (en)
- Chili
  - Îles Desventuradas
  - Archipel Juan Fernández
- Équateur
  - Îles Galápagos
- États-Unis
  - Île Baker
  - Île Howland[m]
  - Île Jarvis
  - Atoll Johnston
  - Récif Kingman
  - Îles Midway
  - Wake[n]
- France
  - Île Clipperton
  - Île Matthew et Hunter
- Japon
  - Archipel Ogasawara[o]
    - Chaîne Kazan
    - Minamitori-shima
- Nouvelle-Zélande
  - Îles des Antipodes[l]
  - Îles Bounty
  - Île Campbell
  - Îles Solander